# Jasmin (Programmiersprache)
Jasmin ist ein Assembler für die Java Virtual Machine, der aus Assemblersprache-ähnlichen Instruktionen Java-Bytecode erzeugt.
Die verwendeten Instruktionen beschreiben im ASCII-Format die zu erzeugenden Java-Klassen. Jasmin erzeugt daraus Java-Class-Dateien, die in einer Java Virtual Machine lauffähig sind.
Die Programmiersprache Jasmin sollte nicht mit dem Jasmin Assembler-Interpreter der TU-München verwechselt werden.

## Beispiel
Hallo-Welt-Programm
```
; HelloWorld.j

.bytecode
 
50.0

.source
 
HelloWorld.java

.class
 
public
 
HelloWorld

.super
 
java/lang/
Object

.method
 
public
 
<init>
()
V

  
.limit
 
stack
 
1

  
.limit
 
locals
 
1

  
aload_0

  
invokespecial
 
java/lang/
Object/
<init>
()
V

  
return

.end
 
method

.method
 
public
 
static
 
main
([
L
java/lang/
String
;)
V

  
.limit
 
stack
 
2

  
.limit
 
locals
 
1

  
getstatic
 
java/lang/
System/
out
 
L
java/io/
PrintStream
;

  
ldc
 
"Hallo Welt!"

  
invokevirtual
 
java/io/
PrintStream/
println
(
L
java/lang/
String
;)
V

  
return

.end
 
method

```